# Iwanami Shigeo

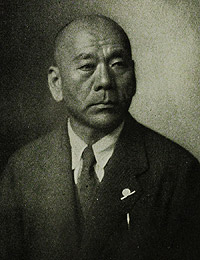
Iwanami Shigeo

Iwanami Shigeo (japanisch 岩波 茂雄; geboren 27. August 1881 in Nakasu (中洲村), Präfektur Nagano; gestorben 25. April 1946) war ein japanischer Verleger und Gründer des Iwanami-Verlags.

## Leben und Werk
Iwanami Shigeo entstammte einer bäuerlichen Familie. Durch den Besuch der höheren Schule inspiriert, ging er nach Tōkyō und machte dort seinen Abschluss am Department für Philosophie der Universität Tokyo. Er wurde Lehrer  an einer Mädchenschule in Tōkyō, gab diese Tätigkeit aber nach vier Jahren auf und eröffnete 1913 im Stadtteil Kanda ein Antiquariat. 1914 konnte er Natsume Sōsekis Novelle „Kokoro“ publizieren, womit er einen solchen Erfolg hatte, dass er sich entschloss, sein Antiquariat dauerhaft in einen Verlag umzuwandeln. 
Ab 1915 gab Iwanami eine zwölfbändige Buchreihe zur Philosophie, „Tetsugaku Sōsho“ (哲学叢書), heraus. Weitere frühe Publikationen bestanden aus literarischen und philosophischen Essays von Freunden aus der Universitätszeit. Er erzielte gute Umsätze damit und baute sein Verlagsprogramm weiter in dieser Richtung aus, publizierte dazu auch Bücher mit naturwissenschaftlichem oder sozialwissenschaftlichem Inhalt. 1917, nach Natsumes Tod, gab er dessen Gesamtwerk in 12 Bänden (漱石全集) heraus, was ein großer Erfolg wurde. Im selben Jahr gab er eine erste Zeitschrift heraus mit dem Titel „Shichō“ (思潮), etwa „Gedankenströme“, die ebenfalls erfolgreich wurde.
1927, nachdem im Buchhandel preiswerten Ausgaben, bekannt als „Ein-Yen-Bücher“ (円本, Enpon), populär geworden waren, startete Iwanami, angeregt durch die deutschen Reclam-Bändchen, eine eigene Taschenbuchreihe im Format A6 unter dem Namen „Iwanami Bunko“ (岩波文庫). Diese Reihe wurde sehr erfolgreich. Über die Jahre hinweg ergab sich folgende Zusammensetzung: 50 % japanische und ausländische klassische Romane, 45 % klassische Philosophie (zeitlich vor Hegel) und 5 % moderne Philosophen (Marx, Engels, Lenin).
1940 gründete Iwanami die „Fujukai“ (風樹会), eine Stiftung zur Unterstützung von Studenten und Wissenschaftlern. Im selben Jahr wurde er als Verleger von Schriften des Historikers Tsuda Sōkichi wegen Verstößen gegen das Verlagsgesetz angeklagt. Dabei ging es um Bücher wie „Forschung zum japanischen Altertum“ (日本上代史研究, Nihon jōdai kenkyū). Tsuda und Iwanami wurden 1942 für schuldig befunden, aber 1944 im Berufungsverfahren freigesprochen. Iwanami wandte sich an die Zeitung Asahi Shimbun mit einem Artikel zur Unterstützung des Verfassungsrechtlers Minobe Tatsukichi, dessen Schriften zur Verfassung wegen Herabsetzung des Tennō verboten worden waren.  
Iwanamis Verlag wurde zu einer weitbekannten Institution, die vor allem von liberalen Intellektuellen geschätzt wurde. 1946 wurde Iwanami für sein Lebenswerk mit dem japanischen Kulturorden ausgezeichnet. Sein Grab befindet sich am Tempel Tōkei-ji in Kamakura.